# Hell (film, 2006)
Pour plus de détails, voir Fiche technique et Distribution.
Pour les articles homonymes, voir Hell.
Hell est un film français réalisé par Bruno Chiche, sorti en 2006.

## Synopsis
Hell est une jeune fille issue d'un milieu très aisé parisien. Elle passe ses nuits dans les boîtes parisiennes les plus en vue et ne fréquente que la jet set. Mais dans ce monde où tout n'est que paillettes et apparences, elle est en proie à un certain mal de vivre. Elle fait alors un soir la rencontre d'Andrea, un jeune homme avec qui elle s'isolera pendant six mois pour entamer une descente aux enfers.

## Fiche technique
- Titre : Hell
- Réalisation : Bruno Chiche
- Scénario : Bruno Chiche et Lolita Pille, d'après son roman Hell
- Production : Yannick Bolloré et Wassim Béji
- Sociétés de production : SND, WY Productions et Bolloré Production
- Musique : Cyrille Aufort
- Photographie : Marie Spencer
- Décors : Antoine Platteau
- Pays d'origine :  France
- Format : couleur - 1,85:1 - Dolby Digital - 35 mm
- Genre : drame
- Durée : 100 minutes
- Date de sortie : 1er mars 2006 ( France)

## Distribution
- Sara Forestier : Hell (Ella)
- Nicolas Duvauchelle : Andrea
- Didier Sandre : le père de Hell
- Christiane Millet : la mère de Hell
- Anne-Marie Philipe : la mère d'Andrea
- Michel Vuillermoz : le décorateur
- Louise Monot : Victoria
- May Alexandrov : Sibylle
- Sarah-Laure Estragnat : Cassandre
- Shirley Bousquet : Tatyanna
- Chloé Lambert : Diane

## Bande originale
Cinéfonia Records (1er mars 2006) - 63:00 
1. Hell, le thème - Cyril Aufort (compositeur)
2. L'Avortement - Robert Schumann (compositeur)
3. Le faux suicide - Cyril Aufort (compositeur)
4. Le Décorateur - Cyril Aufort (compositeur)
5. Le Billard - Cyril Aufort (compositeur)
6. Projection privée - Cyril Aufort (compositeur)
7. Plazza Hotel - Cyril Aufort (compositeur)
8. Le Pari - Cyril Aufort (compositeur)
9. Songs my Mother Taught Me - Antonín Dvořák (compositeur)
10. La Séparation - Cyril Aufort (compositeur)
11. L'Accident - Cyril Aufort (compositeur)
12. Hell, le thème (reprise) - Cyril Aufort (compositeur)
13. Il était un petit navire - Sara Forestier (interprète)
14. Protect Me from What I Want - Placebo (auteurs-compositeurs-interprètes)
15. Endangered Species - Deep Forest feat. Beverly Jo Scott
16. Sexy Girl - The Dude
17. KakTieba Zavout - Natacha et Nuit de Prince
18. Rock'N Freak - Maxime Desprez
19. Wild Circus - Maxime Desprez
20. I'm You're Mechanical Man - Jerry Butler
21. This Love Affair - Rufus Wainwright (auteur-compositeur-interprète)

## Autour du film
- Le film devait au départ être réalisé par Yvan Attal.
- Ce film a suscité de nombreuses critiques et a eu un succès mitigé.
- Lors de la projection du film, Lolita Pille est sortie de la salle en pleurant.
- Protège-moi de Placebo, est la bande-son du film.
- Faute de pouvoir exploiter comme prévu la chanson popularisée par Henri Salvador Une Chanson Douce pour une question de droits, on demanda au tout dernier moment à Sara Forestier d'entonner en échange Il était un petit navire, depuis longtemps tombée dans le domaine public.